# Berliner Weiße mit Schuß (Fernsehserie)
Berliner Weiße mit Schuß ist eine Fernsehserie des ZDF. Sie wurde von 1984 bis 1994 produziert. Jede Folge bestand aus mehreren in sich abgeschlossenen Geschichten, in denen jeweils Günter Pfitzmann eine der Hauptrollen übernahm. Besonderer Wert wurde auf das Lokalkolorit gelegt. Bereits der Titel Berliner Weiße mit Schuß bezieht sich auf das gleichnamige Mischgetränk. Alle Episoden (bis auf eine Urlaubsepisode) spielten in Berlin, viele Figuren sprachen Berliner Mundart.

## Handlung
Erzählt wurden unterhaltsame Episoden aus dem Leben der „kleinen Leute“, oft mit einer Schlusspointe, die gültige Wertvorstellungen karikieren sollte.
In der Geschichte der ersten Folge Ein Geschenk der Polizei bspw. wird ein Einbrecher von der Polizei irrtümlich für den Hausbesitzer gehalten, so dass er mit der Beute von dannen ziehen kann.

## Gaststars
In der Serie waren sehr viele bekannte – vor allem Berliner – Schauspieler in Nebenrollen zu sehen, u. a. Edith Hancke, Tilly Lauenstein, Manfred Lehmann, Brigitte Mira, Inge Wolffberg, Wilfried Herbst, Edeltraut Elsner, Peter Schiff, Peer Schmidt, Gert Haucke, Gerd Duwner, Wolfgang Gruner, Stefan Behrens, Joachim Kemmer, Harry Wüstenhagen, Brigitte Grothum, Rainer Brandt, Hans-Werner Bussinger, Evelyn Hamann, Heide Keller, Barbara Schöne, Monika Peitsch, Klaus Dahlen sowie Christina Horn (im Abspann als Christine Horn).

## Episodenliste
| Nr. | Originaltitel                                                                          | Erstausstrahlung |
| --- | -------------------------------------------------------------------------------------- | ---------------- |
| 1   | Frühere Verhältnisse / Ein Geschenk der Polizei / Gespielin gesucht                    | 23. Sep. 1984    |
| 2   | Geld macht nicht glücklich / Mundraub / Finderlohn / Der Komparse                      | 6. Juni 1985     |
| 3   | Der Sündenbock / Überstunden / Hannibal ante portas                                    | 22. Juni 1985    |
| 4   | Der Leihvater / Was kostet das Hündchen? / Bargeflüster / Der Aussteiger               | 20. Feb. 1986    |
| 5   | Hundepost oder Fluchtpost / Und nicht mal ’n Stiefmütterchen / Do it yourself          | 24. Apr. 1986    |
| 6   | Der Babysitter / Gute Fahrt / Ein echter Tierfreund / Die Frau seiner Träume           | 29. Mai 1986     |
| 7   | Alles für die Kätzchen / Onkel Otto weiß Rat / Der adoptierte Vater / Der Schein trügt | 5. Feb. 1987     |
| 8   | Schein-Gefecht / Lehrer mit Herz / Das Anhängsel / Der Beckenschlag                    | 5. März 1987     |
| 9   | Ein simpler Trick / Rivalen / Au Backe / Ab in die Wüste                               | 21. Apr. 1988    |
| 10  | Der Seitensprung / Pilzzeit / Alte Freundschaft                                        | 29. Mai 1988     |
| 11  | Blackout / Papa probt den Aufstand / Alter schützt vor Torheit nicht                   | 6. Okt. 1988     |
| 12  | Berliner Weiße mit … einem Schuß Ferien                                                | 2. Feb. 1989     |
| 13  | Franz im Glück / Auf gute Nachbarschaft / Kettenreaktion                               | 16. Feb. 1989    |
| 14  | Der Klassenunterschied / Die Traumreise / Ein Schiff wird kommen                       | 18. Mai 1989     |
| 15  | Berliner Schnauze / „Gassi“ gehen / Mach keinen Zirkus                                 | 1. Juni 1989     |
| 16  | Ist das’n Urlaub                                                                       | 29. Dez. 1989    |
| 17  | Fifty-fifty / Berühren verboten / Ende gut, alles gut                                  | 3. Nov. 1992     |
| 18  | Versöhnung auf Gran Canaria                                                            | 1. Apr. 1994     |
| 19  | Ein Sohn aus gutem Hause                                                               | 1. Apr. 1994     |

## DVD-Veröffentlichung
2007 erschienen sämtliche Folgen der Serie in einer Box mit sechs DVDs.